# Toyen
Toyen, pseudonym för Marie Čermínová, född 21 september 1902 i Prag, död 9 november 1980 i Paris, var en tjeckisk konstnär, medlem av den surrealistiska rörelsen.

## Biografi
Man vet inte mycket om Toyens bakgrund; hon valde att inte berätta om den och hon tog tidigt avstånd från familjen.
År 1919 hade hon fyllt sjutton och började på konsthantverks- och designskolan UMPRŮM (skolan för dekorativ konst) i Prag. Jindřich Štyrský blev hennes livskamrat och de gick med i den avantgardistiska konstnärsgruppen Devětsil 1923. Hon ville inte ställa ut under sitt namn och använde därför pseudonymen Toyen. Det har spekulerats i vad den betyder och hur det kom sig att hon tog den. En förklaring är att hon använde det franska ordet citoyen, som hon förkortade. En annan förklaring är att poeten Jaroslav Seifert skrev ner några bokstäver på en servett på ett kafé. Han ordnade om bokstäverna och bildade ordet Toyen, som hon sedan anammade. Toyen är varken ett mans- eller kvinnonamn i Tjeckoslovakien och hon ville ha ett könsneutralt namn.
Toyen deltog med sju verk på Devetsils andra utställning 1923. Två år senare reste hon med Jindrich Štyrský till Frankrike där de stannade i sex år och ställde ut flera gånger. De bodde både i Paris och vid Côte d’Azur (Rivieran). Båda var fascinerade av Markis de Sade, hans liv och hans litterära verk och de besökte ruinen av hans slott i Lacoste.

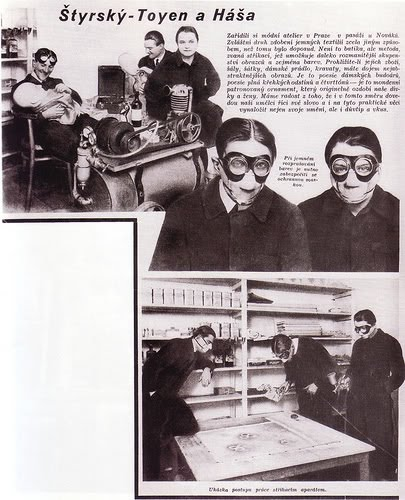
Štyrský och Toyen med masker, omkring 1931

De lärde känna surrealisterna André Breton och Paul Eluard och bildade i Prag 1934 den första surrealistgruppen utanför Frankrike (tillsammans med Vítězslav Nezval och Karel Teige). Året därpå ställde Toyen ut med surrealisterna i Paris. Det blev en succé och hon fortsatte att ställa ut i London, Tokyo, Amsterdam och New York.

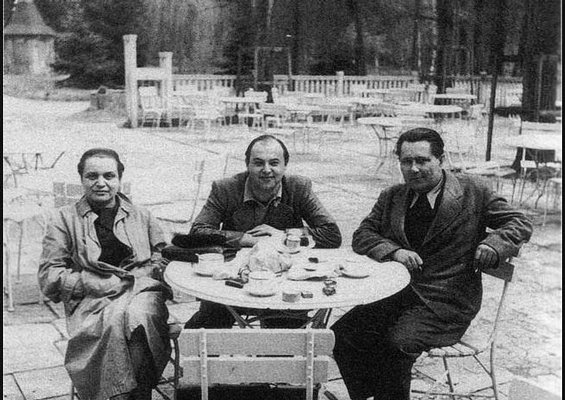
Foto från 1940 i Prag, Toyen till vänster tillsammans med poeten Jindřich Heisler i mitten och Karel Teige till höger.

Nazisterna som tog makten i Tjeckoslovakien såg Toyens konst som "degenererad" (Entartete Kunst). All modernistisk konst var förbjuden. 1943 dog Toyens livskamrat Jindrich Štyrský vid 42 års ålder. Toyen skapade i Prag under hela ockupationen, men ställde inte ut. Hon publicerade grafiska blad i underjordiska tidskrifter.

### Myten om ljuset
Toyen gömde den unge poeten Jindřich Heisler i sitt badrum, det är hans skugga man ser avtecknad mot dörren i verket Myten om ljuset. Kanske var han en planta som försöker komma i kontakt med omvärlden – uppryckt med rötterna, det var farligt att göra sig påmind, de tyska hundarna kunde lätt snoka upp den som gömt sig. Betraktaren ser att skuggan som han tolkar som en tysk hund – en dobermann – i själva verket är ett par behandskade damhänder – men kanske är det en förrädares händer? Toyen berättade om hur mycket Jindřich Heisler älskade ljuset och hur mycket han led av att under flera år aldrig kunna gå ut och njuta av ljuset.
1947 lämnade Toyen staden Prag tillsammans med Jindrich Heisler, för att resa till Paris, där de blev bofasta. De flydde då undan stalinismen.

### Till Peter Ibbetson
Händer som sträcker sig mot varandra är ett ofta förekommande motiv i Toyens bilder. I sitt verk Till Peter Ibbetson har hon inspirerats av Henry Hathaways film "Peter Ibbetson" (Fången på Dartmoor) från 1935, med Gary Cooper i huvudrollen.
I filmen arbetar Peter Ibbetson (Gary Cooper) som arkitekt och får ett uppdrag av hertigen av Towers (John Halliday). Ibbetson upptäcker att hertigens hustru (Ann Harding) är Mary – Peters barndomskärlek. Hertigen blir svartsjuk och tänker skjuta Peter som tar tag i pistolen och råkar rikta den mot hertigen. Peter skickas till ett livstids fängelsestraff. Han tänker hela tiden på sin älskade Mary som han tror att han aldrig mer ska återse – men till hans glädje kommer hon till honom i drömmen. Varje natt är hon där – och trots att de åldras – så är de alltid unga i drömmen. När Peter Ibbetson dör i fängelset kommer Mary och hämtar honom – och de går vidare in i ett nytt liv.
Många surrealister var mycket förtjusta i filmen och det sägs att Luis Buñuel klassade den som en av de bästa filmer han sett. Detta altare skapade Toyen för den Internationella surrealistutställningen 1947. Två händer av vax genomborrar glasväggarna för att förenas – händerna tränger till och med igenom varandra. Altaret förstördes efter utställningens slut och finns endast bevarat som ett fotografi.
1953 publicerades en nyutgåva av ett samarbete från 1939 mellan Jindrich Heisler och Toyen, kallad Les Spectres du désert. Samma år avled Heisler plötsligt, endast 39 år gammal, i en hjärtattack.
Toyen umgicks även med Benjamin Péret, men 1959 dog Benjamin Péret efter en kort tids sjukdom.

### Vid en viss timma
Genom ett fönster ser man i verket Vid en viss timma en kvinna som flyr i panik, utanför fönstret är det grönt. Verket kan jämföras med konstnären Berninis marmorskulptur Apollon och Dafne, från 1625.

### Toyens sista år
1966 dog Toyens vän surrealisten André Breton. 
1970 deltog Toyen med en egen "kub", en sal med verk av henne själv, Styrsky och Heisler, vid den internationella surrealistutställningen i Sverige; Surrealism? – en vandringsutställning producerad av statliga myndigheten Riksutställningar och visad bland annat på Moderna Museet i Stockholm, konsthallen i Göteborg, Sundsvalls museum och Malmö museum. Moderna Museet förvärvade målningen "Mythe de Lumière" – Myten om ljuset.
Under 1960- och 1970-talen samarbetade hon en del med den kroatiske exilpoeten Radovan Ivšić som bodde i Paris. Han tillförde bland annat ord till ett par bildsviter av henne, på liknande vis som Heisler en gång hade gjort. Hon och Ivšić medverkade också båda till grundandet av förlaget Éditions Maintenant 1972, ihop med Georges Goldfayn, Annie Le Brun, Gérard Legrand och Pierre Peuchmaurd. Detta som en följd av det vakuum som uppstått efter surrealismens upplösning som grupp i slutet av 1969.
Hon avled på ett sjukhus i Paris den 9 november 1980. I likhet med förkämparna inom surrealismen André Breton och Benjamin Péret är hon begravd på Cimetière des Batignolles, div. n° 2. 
Hon är representerad på Moderna museet

## Utmärkelser
Asteroiden 4691 Toyen är uppkallad efter henne.